# Unión de los Demócratas Mobutistas
La Unión de Demócratas Mobutuistas (en francés: Union des Démocrates Mobutistes, UDEMO) es un partido político congoleño. Fue fundado por Nzanga Mobutu y su hermano Giala Mobutu en 2004 como una organización no gubernamental (ONG), con el objetivo de preservar el legado de su padre, el expresidente Mobutu Sese Seko, y abordar los desafíos sociales y políticos del país. Desde su fundación, UDEMO promovió una ideología centrada en la restauración de la paz, la unidad nacional y la integridad territorial.

## En el gobierno
El 12 de diciembre de 2005, Nzanga Mobutu anunció su candidatura a las elecciones presidenciales, celebradas en julio de 2006. Más tarde, en la segunda vuelta de estas elecciones, UDEMO se transformó en una plataforma política y se unió a la Alianza de la Mayoría Presidencial (AMP), una coalición que apoyaba al presidente Joseph Kabila. El 8 de enero de 2007, Nzanga Mobutu formalizó la creación de UDEMO como un partido político, manteniendo los ideales de restaurar la paz, la unidad nacional y la integridad territorial.
Como parte de la coalición AMP, Nzanga Mobutu ocupó los cargos de Ministro de Estado de Agricultura y, posteriormente, de Viceprimer Ministro de Necesidades Sociales Básicas en el gobierno de Kabila. Nzanga Mobutu también fue el candidato presidencial de UDEMO en las elecciones de 2006 y 2011, obteniendo el 4,8% y el 1,6% de los votos, respectivamente.
En las elecciones generales de 2006, UDEMO ganó 9 de los 500 escaños en la Asamblea Nacional. En las elecciones al Senado de 2007, el partido obtuvo 1 de los 108 escaños. En las elecciones generales de 2011, el partido ganó 2 escaños en la Asamblea Nacional, seguido de 1 escaño en las elecciones de 2018. UDEMO también retuvo 1 escaño en el Senado en las elecciones de 2019 y 2024.
En 2023, UDEMO se unió a la Unión Sagrada de la Nación (USN), la coalición mayoritaria presidencial bajo el mandato del presidente Félix Tshisekedi.

## Historia electoral

### Elecciones presidenciales
| Año  | Candidato     | Votos   | %     | Posición | Ref.        |
| ---- | ------------- | ------- | ----- | -------- | ----------- |
| 2006 | Nzanga Mobutu | 808,397 | 4.77% | 4.º      | [ 1 ] [ 2 ] |
| 2011 | Nzanga Mobutu | 285,273 | 1.57% | 6.º      | [ 2 ] [ 3 ] |

### Elecciones al Senado
| Año  | Escaños | +/−         | Ref.             |
| ---- | ------- | ----------- | ---------------- |
| 2007 | 1/108   |             | [ 4 ]            |
| 2019 | 1/109   | Sin cambios | [cita requerida] |
| 2024 | 1/109   | Sin cambios | [cita requerida] |

### Elecciones parlamentarias
| Año  | Escaños | +/− | Ref.             |
| ---- | ------- | --- | ---------------- |
| 2006 | 9/500   |     | [ 5 ] [ 2 ]      |
| 2011 | 2/500   | 7   | [ 2 ] [ 6 ]      |
| 2018 | 1/500   | 2   | [cita requerida] |
| 2023 | 0/500   | 1   | [cita requerida] |

### Citaciones
1. ↑  ISS Africa, 2011.
2. 1 2 3 4  African Elections Database, 2012.
3. ↑  Budeli y Mangu, 2013, p. 140.
4. ↑  CEI, 2007.
5. ↑  Vander Weyden, 2007, p. 209.
6. ↑  Budeli y Mangu, 2013, p. 142.